# Grand Prix Formule 1 van Frankrijk 1986
De Grand Prix Formule 1 van Frankrijk 1986 werd gehouden op 6 juli 1986 op Paul Ricard.

## Uitslag
| Positie | Nummer | Rijder             | Team                   | Ronden | Tijd/Opgave      | Startplaats | Punten |
| ------- | ------ | ------------------ | ---------------------- | ------ | ---------------- | ----------- | ------ |
| 1       | 5      | Nigel Mansell      | Williams-Honda         | 80     | 1:37:19.272      | 2           | 9      |
| 2       | 1      | Alain Prost        | McLaren-TAG            | 80     | + 17.128         | 5           | 6      |
| 3       | 6      | Nelson Piquet      | Williams-Honda         | 80     | + 37.545         | 3           | 4      |
| 4       | 2      | Keke Rosberg       | McLaren-TAG            | 80     | + 48.703         | 7           | 3      |
| 5       | 25     | René Arnoux        | Ligier-Renault         | 79     | + 1 Ronde        | 4           | 2      |
| 6       | 26     | Jacques Laffite    | Ligier-Renault         | 79     | + 1 Ronde        | 11          | 1      |
| 7       | 7      | Riccardo Patrese   | Brabham-BMW            | 78     | + 2 Rondes       | 16          |        |
| 8       | 27     | Michele Alboreto   | Ferrari                | 78     | + 2 Rondes       | 6           |        |
| 9       | 8      | Derek Warwick      | Brabham-BMW            | 77     | + 3 Rondes       | 14          |        |
| 10      | 3      | Martin Brundle     | Tyrrell-Renault        | 77     | + 3 Rondes       | 15          |        |
| 11      | 17     | Christian Danner   | Arrows-BMW             | 76     | + 4 Rondes       | 18          |        |
| NC      | 18     | Thierry Boutsen    | Arrows-BMW             | 67     | Niet geklasseerd | 21          |        |
| NF      | 16     | Patrick Tambay     | Lola-Ford              | 64     | Remmen           | 13          |        |
| NF      | 11     | Johnny Dumfries    | Lotus-Renault          | 56     | Motor            | 12          |        |
| NF      | 14     | Jonathan Palmer    | Zakspeed               | 46     | Motor            | 22          |        |
| NF      | 4      | Philippe Streiff   | Tyrrell-Renault        | 43     | Brand            | 17          |        |
| NF      | 29     | Huub Rothengatter  | Zakspeed               | 32     | Ongeluk          | 24          |        |
| NF      | 22     | Allen Berg         | Osella-Alfa Romeo      | 25     | Turbo            | 26          |        |
| NF      | 20     | Gerhard Berger     | Benetton-BMW           | 22     | Versnellingsbak  | 8           |        |
| NF      | 19     | Teo Fabi           | Benetton-BMW           | 7      | Motor            | 9           |        |
| NF      | 28     | Stefan Johansson   | Ferrari                | 5      | Turbo            | 10          |        |
| NF      | 12     | Ayrton Senna       | Lotus-Renault          | 3      | Ongeluk          | 1           |        |
| NF      | 21     | Piercarlo Ghinzani | Osella-Alfa Romeo      | 3      | Ongeluk          | 25          |        |
| NF      | 24     | Alessandro Nannini | Minardi-Motori Moderni | 3      | Ongeluk          | 19          |        |
| NF      | 23     | Andrea de Cesaris  | Minardi-Motori Moderni | 3      | Turbo            | 23          |        |
| NF      | 15     | Alan Jones         | Lola-Ford              | 2      | Ongeluk          | 20          |        |

## Statistieken
| Pole-position | Ayrton Senna  | Lotus-Renault  | 1:06.526 |
| Snelste ronde | Nigel Mansell | Williams-Honda | 1:09.993 |

## Noot
- Dit was de 250ste Grand Prix-start voor een Braziliaanse coureur.
- Vijfde Grand Prix-winst voor Nigel Mansell.

1906 · 1907 · 1908 · 1912 · 1913 · 1914 · 1921 · 1922 · 1923 · 1924 · 1925 · 1926 · 1927 · 1928 · 1929 · 1930 · 1931 · 1932 · 1933 · 1934 · 1935 · 1936 · 1937 · 1938 · 1939 · 1947 · 1948 · 1949 · 1950 · 1951 · 1952 · 1953 · 1954 · 1956 · 1957 · 1958 · 1959 · 1960 · 1961 · 1962 · 1963 · 1964 · 1965 · 1966 · 1967 · 1968 · 1969 · 1970 · 1971 · 1972 · 1973 · 1974 · 1975 · 1976 · 1977 · 1978 · 1979 · 1980 · 1981 · 1982 · 1983 · 1984 · 1985 · 1986 · 1987 · 1988 · 1989 · 1990 · 1991 · 1992 · 1993 · 1994 · 1995 · 1996 · 1997 · 1998 · 1999 · 2000 · 2001 · 2002 · 2003 · 2004 · 2005 · 2006 · 2007 · 2008 · 2018 · 2019 · 2021 · 2022